# Pigpen McKernan
Ronald Charles McKernan, detto "Pigpen" (San Bruno, California, 8 settembre 1945 – Corte Madera, California, 8 marzo 1973), è stato un musicista statunitense, componente dei Grateful Dead dal 1965 al 1972.
McKernan crebbe fortemente influenzato dalla musica afroamericana, particolarmente dal blues, e amava ascoltare la collezione di dischi del padre cercando di imparare a suonare da autodidatta l'armonica a bocca e il pianoforte. Frequentando la San Francisco Bay Area, fece amicizia con Jerry Garcia. Dopo che il duo ebbe suonato in vari gruppi folk e jug band, McKernan suggerì di formare un gruppo elettrico, che poi divennero i Grateful Dead. McKernan era il frontman originario della band e suonava l'armonica e l'organo elettrico, ma l'influenza di Garcia e del bassista Phil Lesh si fece sempre più forte e il gruppo si orientò sul rock psichedelico. McKernan stentò a stare al passo con il cambio di stile musicale, causando l'aggiunta in formazione del tastierista Tom Constanten, e il suo spostamento all'armonica e alle percussioni, e occasionalmente alla voce.
A differenza di altri membri dei Grateful Dead, McKernan evitava le droghe psichedeliche, preferendo gli alcolici (soprattutto vino e whiskey). Nel 1971, la sua salute cominciò a degenerare a causa dell'alcolismo e di problemi al fegato e i dottori lo avvisarono di smettere di prendere parte ai tour. Dopo una pausa, tornò a fare concerti con il gruppo nel dicembre 1971 ma fu costretto a ritirarsi definitivamente nel giugno 1972. McKernan fu trovato morto a causa di un'emorragia gastrointestinale l'8 marzo 1973, all'età di 27 anni (divenendo un membro del Club 27) e venne sepolto presso l'Alta Mesa Memorial Park a Palo Alto, California.
Nel 1994 ha ricevuto la sua ammissione postuma nella Rock and Roll Hall of Fame.

## Biografia

### Inizi
Ronald Charles McKernan nacque l'8 settembre 1945 a San Bruno, California. La sua famiglia era di origini irlandesi e suo padre, Phil McKernan, era un disc jockey di musica R&B e blues, uno fra i primi DJ bianchi in una stazione radiofonica per neri, la KDIA. Ronald crebbe frequentando bambini afroamericani e si appassionò alla musica nera. Fin da ragazzino, imparò da solo a suonare vari strumenti (piano, chitarra e armonica) e sviluppò un look da motociclista ribelle. McKernan si trasferì a Palo Alto, California, insieme alla famiglia, dove fece amicizia con Jerry Garcia all'età di 14 anni. In poco tempo mise insieme una considerevole collezione di 78 giri di vecchi blues.
McKernan cominciò a passare il suo tempo libero tra caffetterie bohemienne e negozi di dischi, e lavorò anche come commesso presso il Dana Morgan's Music Store di Palo Alto, insieme a Garcia. Una sera Garcia incoraggiò McKernan a salire sul palco per suonare l'armonica e cantare dei blues. Garcia restò impressionato dalla sua esibizione e McKernan divenne il cantante fisso durante le jam session. Inizialmente fu soprannominato "Blue Ron" prima di diventare definitivamente "Pigpen" (in inglese, letteralmente: recinto per maiali) a causa della sua scarsa igiene personale, in riferimento al quasi omonimo Pig-Pen, il personaggio perennemente sporco dei Peanuts.

### Grateful Dead
Insieme a Garcia e al secondo chitarrista Bob Weir, McKernan fu uno dei membri dei gruppi musicali predecessori che portarono alla formazione dei Grateful Dead, partendo da The Zodiacs e Mother McCree's Uptown Jug Champions. Si aggiunse anche il batterista Bill Kreutzmann e la band evolse nei Warlocks. Attorno al 1965, McKernan spinse affinché il resto dei Warlocks passasse a una strumentazione elettrica. Il bassista Phil Lesh si unì poco dopo, e nacquero così i Grateful Dead.
Il repertorio iniziale dei Dead si incentrava su cover blues e R&B scelte da McKernan. Alla fine del 1966, Garcia cambiò la direzione musicale della band, riducendo il contributo di Pigpen. Nel 1967 il batterista Mickey Hart entrò nei Grateful Dead, seguito dal tastierista Tom Constanten nel 1968, modificando ulteriormente lo stile del gruppo. Constanten sostituì spesso McKernan alle tastiere in studio, perché Pigpen trovava difficoltoso adattarsi al nuovo materiale che Garcia e Lesh componevano per la band.
Pigpen fu quindi relegato dapprima a suonare le conga per poi passare all'organo Hammond.
A seguito della fuoriuscita di Constanten nel gennaio 1970 a causa di differenze musicali, McKernan riprese il ruolo di tastierista principale della band. Contribuì a sole due tracce (organo Hammond in Black Peter e armonica e voce in Easy Wind) nell'album Workingman's Dead (1970), che segnò la svolta "country" dei Dead. Nel successivo album American Beauty, le parti di tastiera furono suonate da Garcia e Lesh, insieme ai turnisti Howard Wales e Ned Lagin. Mentre Garcia esprimeva il suo disappunto e frustrazione per le frequenti assenze in studio di McKernan e la sua incapacità di stare al passo con il nuovo materiale della band, Lesh si mostrava più tollerante con Pigpen, adducendo come motivo il fatto che era comunque un amico di vecchia data.

## Stile musicale e influenza
In qualità di membro dei Grateful Dead, McKernan cantava e suonava organo elettrico e armonica a bocca con influenze blues. Egli cantò come voce solista in diverse cover che volle far suonare ai Dead, come le reintrepretazioni di Pain in My Heart di Otis Redding e In the Midnight Hour di Wilson Pickett. A differenza di Garcia e Weir, Pigpen cantava senza suonare strumenti, fatta eccezione per l'armonica a bocca, e interagiva con il pubblico, occasionalmente scendendo anche tra gli spettatori. Questo nel primo periodo dei Grateful Dead, poi, con il cambio stilistico, la sua influenza si fece sempre più marginale come anche il suo ruolo di frontman e cantante, non adattandosi bene con le lunghe jam psichedeliche alle quali si era data la band. McKernan passò dall'aver contribuito a ogni canzone e cantato tutti i brani della seconda facciata di Anthem of the Sun (1968) alle poco più che sporadiche apparizioni in Aoxomoxoa dell'anno seguente.
Nel 1969 riconquistò rilievo nella band grazie alla canzone R&B Turn On Your Love Light; una cover da lui fortemente voluta a partire dal 1967, che gradualmente divenne presenza fissa nei concerti in versioni lunghe dai 15 ai 30 minuti che spesso chiudevano le esibizioni. Frequentemente improvvisava le parole del testo sull'accompagnamento della band, utilizzando frasi che aveva sentito pronunciare da amici afroamericani. Quando i Grateful Dead apparvero al festival di Woodstock, il set della band (funestato da problemi tecnici e considerato uno dei loro peggiori concerti) terminò proprio con Turn On Your Love Light.
McKernan non era un compositore prolifico, preferendo concentrarsi sulle cover di brani blues. Scrisse Operator per American Beauty del 1970. Svariate altre sue composizioni coincisero con i suoi problemi di salute nel 1971, come Mr. Charlie, una collaborazione con il paroliere dei Dead Robert Hunter. Il brano apparve nell'album dal vivo Europe '72, l'ultimo di Pigpen con il gruppo.
Dopo la morte di McKernan, alcune sue registrazioni furono rinvenute nel suo appartamento; queste apparvero nel bootleg The Apartment Tapes. Il disco include due canzoni incise nel 1964 con il futuro chitarrista dei Jefferson Airplane Jorma Kaukonen.

## Vita privata
McKernan era amico intimo della cantante Janis Joplin, alla quale era affine per gusti musicali e stile di vita, condividendo in particolare la passione per gli alcolici; un poster dei primi anni settanta li mostra insieme al 710 di Ashbury. La Joplin si unì a McKernan sul palco del Fillmore West il 7 giugno 1969, insieme ai Grateful Dead in occasione dell'esecuzione di Turn On Your Love Light, riproponendo il duetto il 16 luglio 1970 all'Euphoria Ballroom di San Rafael, California.
Divenne anche molto amico del collega tastierista Tom Constanten sulla base della loro comune avversione nei confronti della psichedelia, e fu il suo testimone di nozze. Nonostante preferisse le bevande alcoliche alla droga, ironicamente, McKernan fu arrestato per possesso di cannabis il 9 novembre 1967, quando la polizia effettuò una retata al 710 di Ashbury Street, nella casa comune dei Dead. Il resoconto dell'evento finì sul primo numero della rivista Rolling Stone, dove il reporter raccontò anche che McKernan possedeva una sostanziosa collezione di fucili, e una foto di McKernan in relazione all'episodio, apparve sul San Francisco Chronicle.
Nei primi anni dei Grateful Dead, McKernan era facilmente riconoscibile per la sua immagine da biker, che lo rese una piccola celebrità. Nel 1969, la casa discografica dei Dead, la Warner Bros., lanciò il concorso "Pigpen Look-Alike Contest", per trovare un suo sosia.

## Problemi di salute e morte

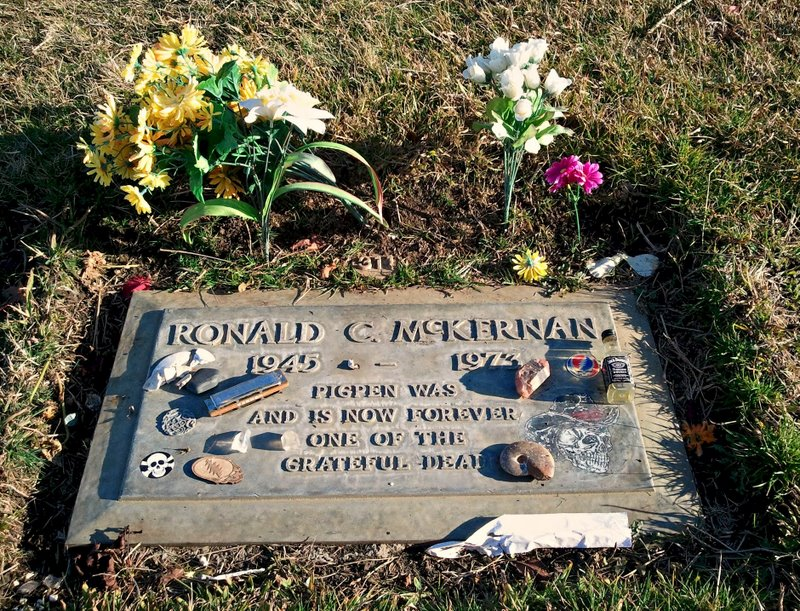
La tomba di McKernan, Alta Mesa Memorial Park. L'inscrizione recita: "Pigpen was and is now forever one of the Grateful Dead" ("Pigpen era e ora è per sempre uno dei Grateful Dead").

L'abuso di alcol da parte di McKernan cominciò a mostrare gli effetti sulla sua salute intorno ai 25 anni. Agli inizi degli anni settanta, iniziò anche a soffrire i sintomi di una colangite biliare primitiva, una rara malattia genetica autoimmune. Dopo il ricovero in ospedale nell'agosto 1971, i medici gli intimarono di smetterla di andare in tournée con la band. Il pianista Keith Godchaux fu quindi assunto per sopperire alla sua assenza e rimase nei Grateful Dead fino al 1979. McKernan tornò in formazione nel dicembre 1971 per sostituire Godchaux all'armonica, alle percussioni e all'organo elettrico. Sebbene il manager Rock Scully notoriamente raccontò che McKernan in questo periodo svenne sul palco davanti al suo organo Hammond durante uno show, il biografo di Jerry Garcia, Blair Jackson, lodò la qualità e la frequenza dei suoi contributi musicali nel corso del tour di Europe '72. Tuttavia, la sua salute deteriorò nuovamente fino al punto di non poter più suonare in pubblico. Fece l'ultimo concerto il 17 giugno 1972 all'Hollywood Bowl di Los Angeles. Successivamente ruppe ogni relazione personale con i membri della band, spiegando: «Non vi voglio attorno quando muoio».
L'8 marzo 1973, all'età di 27 anni, fu trovato morto a causa di un'emorragia gastrointestinale nella sua casa a Corte Madera, California, dalla sua padrona di casa. Anche se i suoi contributi alla band erano scemati nel corso degli anni, gli altri membri dei Grateful Dead rimasero devastati dalla sua morte. McKernan fu sepolto nel cimitero Alta Mesa Memorial Park di Palo Alto, California. Garcia parlò al suo funerale, dichiarando: «Dopo la morte di Pigpen, sapevamo tutti che questa era la fine dei Grateful Dead originali».

## Discografia
- The Grateful Dead (1967)
- Anthem of the Sun (1968)
- Aoxomoxoa (1969)
- Live/Dead (1969)
- Workingman's Dead (1970)
- American Beauty (1970)
- Grateful Dead (1971)
- Europe '72 (1972)
- History of the Grateful Dead, Volume One (Bear's Choice) (1973)
- Two from the Vault (1992)
- Grayfolded (1994)
- Hundred Year Hall (1995)
- Dick's Picks Volume 4 (1996)
- Dick's Picks Volume 8 (1997)
- Live at the Fillmore East 2-11-69 (1997)
- Fallout from the Phil Zone (1997)
- So Many Roads (1965-1995) (1999)
- So Many Roads (1965-1995) Sampler (1999)
- Dick's Picks Volume 16 (2000)
- Ladies and Gentlemen... the Grateful Dead (2000)
- Dick's Picks Volume 22 (2001)
- Steppin' Out with the Grateful Dead: England '72 (2002)
- Dick's Picks Volume 26 (2002)
- Dick's Picks Volume 30 (2003)
- Birth of the Dead (2003)
- Rockin' the Rhein with the Grateful Dead (2004)
- Rare Cuts and Oddities 1966 (2005)
- Dick's Picks Volume 35 (2005)
- Grateful Dead Download Series Volume 6 (2005)
- Fillmore West 1969: The Complete Recordings (2005)
- Fillmore West 1969 (2005)
- Three from the Vault (2007)
- Road Trips Volume 1 Number 3 (2008)
- Road Trips Volume 2 Number 2 (2009)
- Road Trips Volume 3 Number 3 (2010)
- Road Trips Volume 4 Number 1 (2010)
- Europe '72: The Complete Recordings (2011)
- Europe '72 Volume 2 (2011)
- Winterland: May 30th 1971 (2012)
- Dave's Picks Volume 6 (2013)
- Family Dog at the Great Highway, San Francisco, CA 4/18/70 (2013)
- Dave's Picks Volume 10 (2014)
- 30 Trips Around the Sun: The Definitive Live Story 1965–1995 (2015)
- 30 Trips Around the Sun (2015)
- Shrine Exposition Hall, Los Angeles, CA 11/10/1967 (2016)
- Dave's Picks Volume 19 (2016)
- Dave's Picks Volume 22 (2017)
- Fillmore West 1969: February 27th (2018)
- Dave's Picks Volume 26 (2018)
- Dave's Picks Volume 30 (2019)
- Fillmore West 1969: February 28th (2019)
- Grateful Dead Origins (2021)
- Fox Theatre, St. Louis, MO 12-10-71 (2021)
- Listen to the River: St. Louis '71 '72 '73 (2021)
- Fillmore West 1969: March 1st (2022)
- Lyceum '72: The Complete Recordings (2022)
- Lyceum Theatre, London, England 5/26/72 (2022)
- Dave's Picks Volume 43 (2022)
- Dave's Picks Volume 48 (2023)
- Fillmore West 1969: March 2nd (2023)
- Dave's Picks Volume 51 (2024)